# Мужун
Вижте пояснителната страница за други значения на Мужун.
Мужун (на китайски: 慕容; на пинин: Mùróng) е сиенбейски род, основал царствата Ранна Йен (337-370), Западна Йен (384-394), Късна Йен (384-409) и Южна Йен (398-410) в днешен северен Китай, както и Туюхун (285-670) в платата на запад.
Първите сведения за Мужун са от времето на сиенбейския владетел Таншъхуай в средата на II век. След неговата смърт те оглавяват собствено княжество в южна Манджурия. 
През IV век Мужун воюват успешно срещу империята Дзин и нейните съюзници, придобиват значително влияние и играят важна роля в китайската история от времето на Шестнайсетте царства. През 337 година Мужун Хуан се обявява за цар (уан), поставяйки началото на Ранна Йен. През следващите години Мужун разгромяват съседните сиенбейски княжества Дуан и Юуън.